# 오클리 홀드먼
오클리 W. 홀드먼(Oakley W. Haldeman, 1909년 7월 17일 ~ 1986년 12월 17일)은 미국의 작곡가, 작가, 음악 출판사 지배인이다.
〈Here Comes Santa Claus〉, 〈Brush Those Tears From Your Eyes〉, 〈I Wish I Had Never Met Sunshine〉, 〈Tho' I Tried〉, 〈Pretty Mary〉, 〈Texas Polka〉, 〈Honey Child〉, 〈Vic'try Train〉, 〈Last Mile〉, 〈Texans Never Cry〉 등의 저작이 유명하다.
캘리포니아 태생으로 슬하에 아들 캐서린 오클리, 클라엔스 에드워드 홀드먼이 있다. 1949년 ASCAP에 합류했다.